# الحق في السكن

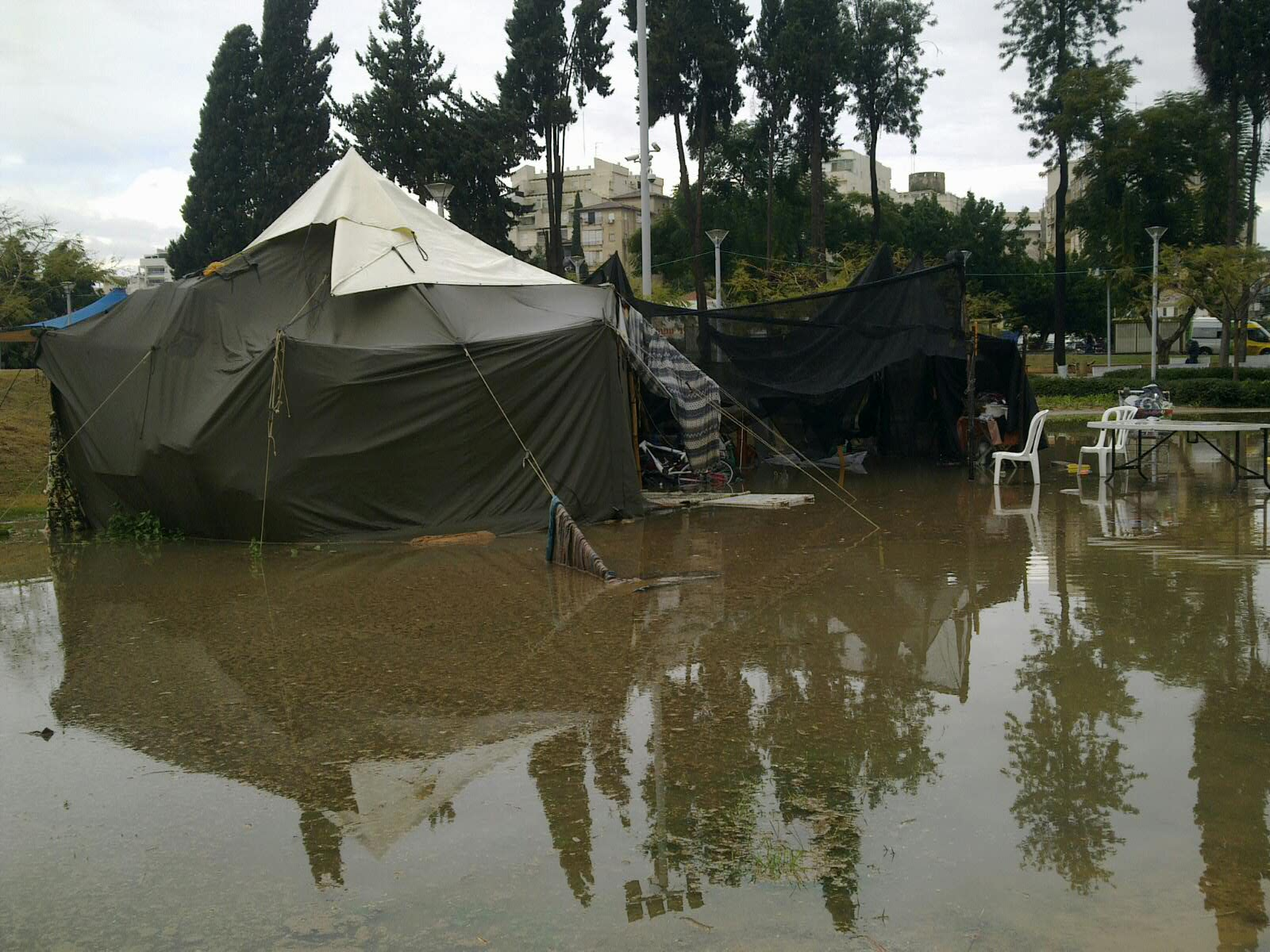

الحق في السكن هو الحق الاقتصادي والاجتماعي والثقافي في السكن والمأوى اللائق، وقد تم الاعتراف به في كثير من الدساتير الوطنية، وكذلك في الإعلان العالمي لحقوق الإنسان وفي العهد الدولي الخاص بالحقوق الاقتصادية والاجتماعية والثقافية.

## التعريف
قد تم الاعتراف بالحق في السكن في عدة من الوثائق الدولية والإقليمية لحقوق الإنسان.

فالمادة 25 من الإعلان العالمي لحقوق الإنسان تعترف بالحق في السكن كجزء من الحق في مستوى معيشة لائق أو كافٍ حيث جاء فيها:
«لكل شخص الحق في مستوى من المعيشة كافٍ للمحافظة على الصحة والرفاهية له ولأسرته. ويتضمن ذلك التغذية والملبس والمسكن والعناية الطبية وكذلك الخدمات الاجتماعية اللازمة. وله الحق في تأمين معيشته في حالات البطالة والمرض والعجز والترمل والشيخوخة وغير ذلك من فقدان وسائل العيش نتيجة لظروف خارجة عن إرادته.»
كما تضمن المادة 11 بند 1 من العهد الدولي الخاص بالحقوق الاقتصادية والاجتماعية والثقافية الحق في السكن كجزء من الحق في مستوى معيشة كاف:
«تقر الدول الأطراف في هذا العهد بحق كل شخص في مستوى معيشي كاف له ولأسرته، يوفر ما يفي بحاجتهم من الغذاء والكساء والمأوى، وبحقه في تحسين متواصل لظروفه المعيشية. وتتعهد الدول الأطراف باتخاذ التدابير اللازمة لإنفاذ هذا الحق، معترفة في هذا الصدد بالأهمية الأساسية للتعاون الدولي القائم على الارتضاء الحر.»
وفي القانوي الدولي لحقوق الإنسان أُعتبر الحق في السكن حقاً قائماً بذاته، وقد تم توضيح ذلك في الحاشية العامة رقم 4  لعام 1991 بواسطة لجنة الأمم المتحدة للحقوق الاقتصادية والاجتماعية والثقافية، حيث قدمت الحاشية العامة تفسيراً جازماً لا يحتمل الالتباس بخصوص الحق في السكن بمصطلحات قانونية تحت مظلة القانون الدولي. ووفقاً للجنة الأمم المتحدة للحقوق الاقتصادية والاجتماية والثقافية، فالاعتبارات المتعلقة بالحق في السكن تحت مظلة العهد الدولي للحقوق الاقتصادية والاجتماعية والثقافية تشمل: الأمن القانوني، والإتاحة (للخدمات والمواد والتسهيلات والبنية التحتية)، والتكلفة المقبولة، والصالحية للسكن، وسهولة الوصول، والموقع، والملاءمة الحضارية.

كما أن المادة الثامنة والثلاثين من الميثاق العربي لحقوق الإنسان تضمن الحق في المسكن كجزء من الحق في مستوى معيشي كاف، إذ جاء فيها:
«لكل شخص الحق في مستوى معيشي كاف له ولأسرته يوفر الرفاه والعيش الكريم من غذاء وكساء ومسكن وخدمات، وله الحق في بيئة سليمة. وعلى الدول الأطراف اتخاذ التدابير اللازمة وفقاً لإمكانياتها لإنفاذ هذه الحقوق.»
كما تم تضمين الحق في السكن في المادة 28 من اتفاقية حقوق الأشخاص ذوي الإعاقة، وفي المادة 16 من الميثاق الاجتماعي الأوربي.

وفي إطار تطبيق القانون الدولي لحقوق الإنسان فيما يتعلق بالتوجه الجنسي والهوية الجندرية، أكدت مبادئ يوغياكارتا أن:
«لكل شخص حق في سكن ملائم، بما في ذلك الحماية من الإخلاء، بدون تمييز بسبب التوجه الجنسي أو هوية النوع. وعلى جميع الدول: أ) اتخاذ الإجراءات التشريعية والإدارية، وغيرها من الإجراءات، لكفالة حيازة، أو الوصول إلى، سكنٍ مقبول الكلفة، وصالح للسكن، ويسهل الوصول إليه، ومناسب من الوجهة الحضارية، وآمن، بما في ذلك الملاجئ وغيرها من مساكن الحالات الطارئة، بدون تمييزبسبب التوجه الجنسي أو هوية النوع أو الحالة العائلية أو الزواجية؛ ب) اتخاذ الإجراءات التشريعية والإدارية وغيرها من الإجراءات لمنع تنفيذ الإخلاء الذي لا يتفق مع الالتزامات الدولية بحقوق الإنسان من جانب الدول، وكفالة توفير المعالجة القانونية وغير القانونية المناسبة الفعالة في حالة أي شخصٍ يزعم تعرض حقه في الحماية من الإخلاء القسري إلى الانتهاك، أو أي شخصٍ مهددٍ بهذا الانتهاك، بما في ذلك الحق في إعادة إسكانه، وهو ما يشمل حقه في أرضٍ وسكن ملائم يساوي ما كان له في الجودة أو يفوقه، وذلك بدون تمييز بسبب التوجه الجنسي أو هوية النوع أو الحالة العائلية أو الزواجية.»

## برنامج الموئل التابع للأمم المتحدة
كان الحق في سكن لائق قضية رئيسية في مؤتمر السكن باسنطبول عام 1996، وموضوعاً أساسياً في جدول أعمال وإعلان إسطنبول، فالفقرة 61 من جدول الأعمال حددت الخطوات المطلوبة من الحكومات «لدعم وحماية وتأكيد التحقيق الكامل والتصاعدي للحق في السكن». وقد أكد مؤتمر السكن عام 2001 على اتفاقات عام 1996، وأنشأ برنامج الأمم المتحدة للمستوطنات البشرية، لدعم الحق في السكن بالتعاون مع مكتب المفوضية السامية للأمم المتحدة لحقوق الإنسان. وقد عُرف هذا البرنامج باسم «الموئل» ويعتبر المنتدى العالمي الأهم في مجال دعم الحق في السكن، وهو مكلف بدعم حقوق السكن من خلال حملات التوعية، والارتقاء بالمعايير وبنظم الرقابة.

## الانعكاسات على الدساتير الوطنية
| الدولة       | النص |
| ------------ | --- |
| مصر          | المادة 78: "تكفل الدولة للمواطنين الحق في المسكن الملائم والآمن والصحى، بما يحفظ الكرامة الإنسانية ويحقق العدالة الاجتماعية."                                                       |
| تونس         | الفصل 21: "تضمن الدولة للمواطنين والمواطنات الحقوق والحريات الفردية والعامّة، وتهيئ لهم أسباب العيش الكريم."                                                                         |
| الجزائر      | المادة 67: "تشجع الدولة على إنجاز المساكن. تعمل الدولة على تسهيل حصول الفئات المحرومة على سكن."                                                                                     |
| المغرب       | الفصل 31: "تعمل الدولة والمؤسسات العمومية والجماعات الترابية، على تعبئة كل الوسائل المتاحة، لتيسير أسباب استفادة المواطنات والمواطنين، على قدم المساواة، من الحق في: السكن اللائق." |
| جنوب أفريقيا | المادة 26: "لكل شخص الحق في الوصول إلي سكن لائق." |